# Syzygium microcymum
Syzygium microcymum là một loài thực vật có hoa trong Họ Đào kim nương. Loài này được (Koord. & Valeton) Amshoff miêu tả khoa học đầu tiên năm 1944.